# Helophis schoutedeni
Helophis schoutedeni là một loài rắn trong họ Rắn nước. Loài này được De Witte mô tả khoa học đầu tiên năm 1942.